# ×Agrositanion
× Agrositanion là một chi thực vật có hoa trong họ Hòa thảo (Poaceae).

## Loài
Chi × Agrositanion gồm các loài: